# Ebba Sjögren
Ebba Clara Martina Sjögren, född 28 juni 1864 i Göteborg, död 28 september 1959 i Stockholm, var en svensk sångerska och sagoberätterska.
Ebba Sjögren var dotter till godsägaren och köpmannen Lars Martin Lindberg. Hon gifte sig ung 1833 med direktören Gustaf Magnus Sjögren och bosatte sig i Stockholm, där hon studerade sång för Fritz Arlberg och Signe Hebbe. Till att börja med framträdde hon mest som romans- och operettsångerska, gjorde konsertturnéer i Sverige och de nordiska grannländerna samt anlitades även som uppläserska av Folkbildningsförbundet och föreläsningsföreningar. Så småningom övergick hon till att huvudsakligen ägna sig åt barnunderhållning i form av sagoaftnar, varunder hon berättade sagor och sjöng visor. Hon kom att hålla et par tusen sagoaftnar. Socialt intresserad stöttade hon särskilt Mäster Olofsgården i Stockholm och hade ledande ställningar i flera kvinnoföreningar. Förutom noveller och reseskildringar har Sjögren gett ut ett par barnböcker, Drottningens pärlor (1927) och I Sagotantens trädgård (1933), samt memoarboken Sagotantens minnen tillägnade Mäster-Olofsgårdens ungdom (1944).